# Bu Ne Yaa
Bu Ne Yaa (auch Bu Ne Yaa!, türk. für: „Das ist was“) ist die erste EP der türkischen Popsängerin Ece Seçkin.
Sie ist nach dem gleichnamigen Lied benannt und wurde am 16. Oktober 2012 veröffentlicht.

## Entstehung und Inhalt
Ein Jahr vor der Entstehung der EP traf Seçkin auf den Produzenten Ozan Doğulu. Unter dem Vorschlag Doğulus, ein Extended Play aufzunehmen,
sang sie mehrere Lieder in seinem Tonstudio in Istanbul ein. Die besten wurden gemeinsam von Doğulu und Seçkin ausgesucht und als EP zusammengestellt, welche den Titel Bu Ne Yaa erhielt. Die beiden Lieder Mahşer und Bu Ne Yaa erschienen später zusätzlich als Singles.
Die Arbeiten an der Extended Play begannen 2011 und dauerten etwa ein Jahr. Es enthält sechs Lieder mit einer Laufzeit von insgesamt 20 Minuten und 22 Sekunden. Neben Ozan Doğulu arbeitete Seçkin mit den Produzenten Deniz Erten, Amr Mostafa, Özkan Turgay und Arzu Aslan zusammen. Für die Produktion war hauptsächlich Doğulu zuständig, Seçkin selbst war neben Mostafa nur am Schreiben der Liedtexte für das Lied Mahşer beteiligt.
Der Inhalt der EP handelt von Gefühlen, Liebe und von Träumen. Dies kommt besonders in den Liedern Mahşer, Bu Ne Yaa, Yana Yana und Büyüyünce zum Ausdruck.
Bu Ne Yaa wurde Ende 2012 unter dem Label Doğulu Productions veröffentlicht.

## Coverbild
Auf dem CD-Cover ist Seçkin in gerader Haltung abgebildet. Den Blick hat sie nach vorn gerichtet, den Mund leicht geöffnet. Seçkin trägt ein weißes
kurzärmliches Top, dazu kurze blaue Jeanshosen mit goldenen Lamellen. Ihr Haar ist brünett gefärbt. Rechts und links von ihren Schultern befinden
sich zeichnerisch angedeutete Engelsflügel.
Der Hintergrund ist weiß und in verschiedenen Blautönen gefärbt. Der in Weiß geschriebene Titel des Albums befindet sich in der unteren rechten Ecke. Oberhalb des Titels steht der Name der Künstlerin in ebenfalls weißen Buchstaben. Über dem Vornamen befindet sich eine kleine Krone. Vor- und Nachname der Sängerin stehen in einem schwarzen Dreieck, dass von oben und unten mit blau-weißen Linien verbunden ist.

## Titelliste
| #  | Titel          | Songschreiber             | Produzent    | Länge |
| -- | -------------- | ------------------------- | ------------ | ----- |
| 1. | Mahşer         | Ece Seçkin                | Amr Mostafa  | 3:50  |
| 2. | Bu Ne Yaa      | Deniz Erten               | Deniz Erten  | 3:04  |
| 3. | Yana Yana      | Özkan Turgay              | Özkan Turgay | 3:17  |
| 4. | Canın Sağolsun | Ece Doğulu                | Ozan Doğulu  | 3:31  |
| 5. | Büyüyünce      | Deniz Erten               | Deniz Erten  | 3:55  |
| 6. | Olmadı Olmaz   | Arzu Aslan, Hakan Bahadir | Arzu Aslan   | 3:42  |

## Veröffentlichungen
| Land     | Datum            | Format       | Label              |
| -------- | ---------------- | ------------ | ------------------ |
| Türkei   | 16. Oktober 2012 | CD, Download | Doğulu Productions |
| Weltweit | 16. Oktober 2012 | CD, Download | Doğulu Productions |